# Auf Sicht fahren
Auf Sicht zu fahren beziehungsweise Sichtfahrbetrieb bedeutet, dass bei der Bewegung eines Fahrzeugs der Fahrzeugführer zumindest anteilig selbst durch Hinsehen feststellt, dass die Fahrt gefahrlos möglich ist.

## Schienenverkehr
Die Sicherung von Zugfahrten erfolgt bei Eisenbahnen und in Deutschland auch bei straßenunabhängigen Straßenbahnen in der Regel durch Hauptsignale oder ähnliche Einrichtungen wie beispielsweise der Führerraumsignalisierung. In manchen Betriebssituationen wird jedoch in unterschiedlichem Umfang auf Sicht gefahren. Wurde für einen Zug Fahren auf Sicht angeordnet, „ist die Fahrgeschwindigkeit je nach den Sichtverhältnissen zwischen Schrittgeschwindigkeit und höchstens 40 km/h […] so zu regeln, dass der Zug vor einem Fahrthindernis oder Haltsignal zum Halten kommt.“
Im Straßenbahnbereich gelten außerdem die Vorschriften der Straßenverkehrsgesetzgebung.

Führerstandssymbol bei ETCS-Betriebsart On Sight

Das Fahren auf Sicht kann auf unterschiedliche Arten angeordnet werden, zum Beispiel:
- per schriftlichem Befehl
- mit je nach Land unterschiedlichen Signalen
- bei entsprechender Führerraumsignalisierung mit ETCS-Betriebsart OS (On Sight) oder dem LZB-Vorsichtauftrag.

Fahren auf Sicht wird insbesondere bei gestörter Gleisfreimeldeeinrichtung, bei Tieren oder Personen im Gleisbereich oder bei Unwetterschäden angewendet.
Ist bei Empfang eines jeglichen Notrufs nicht eindeutig, dass der eigene Zug nicht betroffen ist, muss ebenfalls auf Sicht gefahren werden, bis die Ursache des Notrufs geklärt ist. Ein uneindeutiger Nothaltauftrag ist jedoch stets auszuführen, auch wenn die Betroffenheit zweifelhaft ist.

### Deutschland
In Deutschland kommen die Vorschriften für den Straßenverkehr nicht nur bei Straßenbahnen zur Anwendung, sondern auch bei vielen Eisenbahnen mit Bahnkörper in der Längsrichtung des Verkehrsraumes einer Straße.

#### Fahren auf Sicht
Manche Verkehrsunternehmen schränken die Höchstgeschwindigkeit beim Fahren auf Sicht gegenüber den Vorschriften des Infrastrukturunternehmens weiter ein. So schreibt zum Beispiel DB Fernverkehr in ihrem Triebfahrzeugführerheft vor, bei Dunkelheit höchstens mit 15 km/h, bei „unsichtigem Wetter“ höchstens mit Schrittgeschwindigkeit und bei „extrem unsichtigem Wetter“ gar nicht zu fahren.
Endet das Fahren auf Sicht an einem Hauptsignal oder an einer ETCS-Halttafel, muss dahinter noch weitere 400 m auf Sicht gefahren werden. Wenn – wie bei Fahrt auf Vorsichtsignal oder Befehl – zusätzlich die Vorschriften für eine Zugfahrt mit besonderem Auftrag gelten, ist hierbei bei längeren Zügen besonders darauf zu achten, dass der mit höchstens 40 km/h zu befahrende Abschnitt möglicherweise noch nicht vollständig verlassen wurde und somit vorerst zwar nicht mehr auf Sicht, jedoch weiterhin mit höchstens 40 km/h gefahren werden muss. Diese 400-m-Regel existiert, da es hinter Einfahrsignalen ein „Einfahrloch“ geben kann, also einen Bereich, der für die Gleisfreimeldeanlage noch zur freien Strecke gehört. Befindet sich ein Fahrzeug in diesem Abschnitt, kann zwar das vorliegende Blocksignal nicht in Fahrtstellung gebracht werden, da der Gefahrpunktabstand hinter dem Einfahrsignal nicht frei ist, das Einfahrsignal selbst jedoch schon.
Wird ein signalgeführter Zug, der nach einem Vorsichtsignal oder einem weiß-gelb-weiß-gelb-weißen Mastschild auf Sicht fährt, zum anzeigegeführten Zug, so gilt der Auftrag auf Sicht zu fahren bei Linienförmiger Zugbeeinflussung weiter, bei ETCS jedoch nicht, da er dort direkt in die Betriebsart On Sight (OS; ‚auf Sicht‘) aufgenommen wird.

Vorsichtsignal in Deutschland

Das Fahren auf Sicht kann per Vorsichtsignal oder mit Befehl angeordnet werden. Außerdem müssen Sperrfahrten bei Rück- oder Weiterfahrt nach einem Halt auf freier Strecke auf Sicht fahren, bis der Fahrdienstleiter über die Rück- oder Weiterfahrt verständigt ist, ebenso länger als fünf Minuten aus unvorhergesehenem Anlass, außer wegen Haltestellung eines (ggf. virtuellen) Signals, haltende Züge bis zur Meldung des Halts an den Fahrdienstleiter. Des Weiteren müssen nicht mit dem Zug gekuppelte Schiebetriebfahrzeuge beim erneuten Ansetzen nach einer unbeabsichtigten Trennung, wobei die Zustimmung des Fahrdienstleiters erforderlich ist, sowie Hilfszüge auf Strecken mit unterbrochener Arbeitszeit durch Bahnhöfe auf Sicht fahren. Ebenfalls auf Sicht fahren müssen Züge nach einer PZB-Zwangsbremsung auf freier Strecke abseits eines Haupt- oder Sperrsignals, wenn der Fahrdienstleiter nicht erreichbar ist.

#### Fahren im Sichtabstand
Beim Fahren im Sichtabstand muss der Fahrzeugführer des folgenden Zugs seine Geschwindigkeit so wählen, dass er vor dem vorausfahrenden Zug mit Sicherheit zum Halten gebracht werden kann. Es ist also eine Art des Fahrens im absoluten Bremswegabstand. Diese Betriebsweise wird hauptsächlich bei Straßenbahnen mit besonderem Bahnkörper genutzt, teilweise jedoch auch bei Nebenbahnen, beispielsweise beim Folgezugbetrieb.
Bei nach der Fahrdienstvorschrift für Nichtbundeseigene Eisenbahnen (FV-NE) betriebenen Eisenbahnen darf bei Anwendung dieser Betriebsweise der Bremsweg hundert Meter nicht überschreiten. Bei Bahnübergangssicherungsanlagen muss der Triebfahrzeugführer bei Annäherung an die Einschaltstrecke zunächst feststellen, dass sie nicht eingeschaltet sind. Dadurch stellt er sicher, dass nicht ein vorausfahrender Zug sie vor Erreichen des Bahnübergangs ausschaltet.
Dieses Verfahren ist bei Hauptbahnen nicht zulässig.
Die Eisenbahn-Bau- und Betriebsordnung schränkt seit 1967 die zulässige Geschwindigkeit bei nicht signalgeführtem Betrieb (ausgenommen Störungen, Gleissperrungen oder Zugleitbetrieb) auf 30 km/h ein (§ 39 (3) EBO). Bis zur EBO-Novelle von 1967 war Fahren auf Sicht nur auf Nebenbahnen und bis 15 km/h zugelassen. Aufgrund verbesserter Bremseinrichtungen wurden 1967 30 km/h auf Haupt- und Nebenbahnen zugelassen.

#### Vorsichtige Einfahrt
Bei Betrieb nach der Fahrdienstvorschrift für nichtbundeseigene Eisenbahnen kann vorsichtige Einfahrt (vE) für einen Bahnhof vorgeschrieben werden. In diesem Fall hat der Triebfahrzeugführer auf die richtige Weichenlage und das Freisein des Einfahrweges zu achten.

#### Rangieren
Beim Rangieren ohne Ansage des freien Fahrwegs muss vor Halt gebietenden Signalen, vor Fahrzeugen, vor der beabsichtigten Stelle und vor einen Halt erfordernden Gefahrstellen angehalten werden können. Außerdem muss der Triebfahrzeugführer auf die richtige Stellung von Einrichtungen wie Weichen, Gleisbremsen oder Gleissperren, das Freisein des Fahrwegs, das Freisein einmündender Gleisabschnitte bis zum Grenzzeichen, sich dem Fahrweg in gefährdender Weise nähernde Fahrzeuge oder Personen und die Sicherung von Bahnübergängen achten. Zusätzlich dürfen Fahrzeuge mit gehobenem Stromabnehmer nur in ein Gleis mit eingeschalteter, nicht gestörter Oberleitung fahren.

### Schweiz

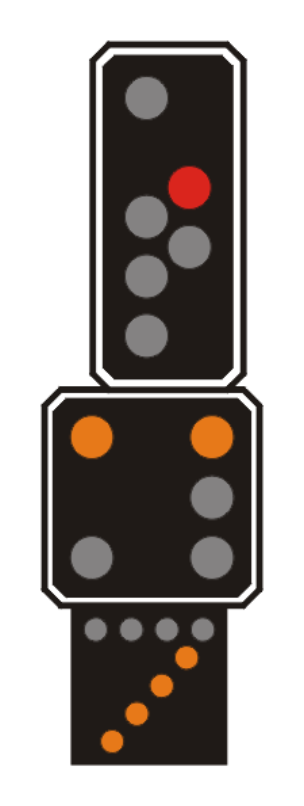
Hilfssignal unter einem Haupt- und Vorsignal Typ L

Fahrt auf Sicht bezeichnet bei den Schweizer Eisenbahnen den Sichtverhältnissen angepasste Fahrgeschwindigkeit, höchstens
40 km/h, sodass rechtzeitig vor einem auf Sichtdistanz erkennbaren Hindernis angehalten werden kann.
Das Fahren auf Sicht kann mit einem Hilfssignal oder mit einem Befehl angeordnet werden.
Im Straßenbahnbereich wird generell mit Fahrt auf Sicht gefahren, wobei die zulässige Höchstgeschwindigkeit von den Fahrzeugen und den örtlichen Verhältnissen festgelegt abhängt.
Muss ein steckengebliebener Zug auf der Strecke abgeholt werden, ist auf der Hinfahrt mit Fahrt auf Sicht zu verkehren.
Auf gesperrten Gleisen kommt grundsätzlich Fahren auf Sicht zum Einsatz.
Innerhalb des Zugverbands müssen die dem ersten Teilzug nachfolgenden Teilzüge mit Fahrt auf Sicht verkehren.

### Österreich
Wird bei den ÖBB das Fahren auf Sicht angeordnet, ist jederzeit mit Fahrthindernissen zu rechnen, vor denen sicher anzuhalten ist. Die Geschwindigkeit beträgt bei Zug- und Nebenfahrten maximal 30 km/h.

### Belgien
Die zulässige Geschwindigkeit bei Fahrt auf Sicht ist von verschiedenen Faktoren abhängig. In der Nacht und bei Nebel sind 20 km/h erlaubt,
tagsüber ohne Nebel:
| Höchstgeschwindigkeit vmax bei Normalbetrieb | Höchstgeschwindigkeit bei Fahrt auf Sicht | Höchstgeschwindigkeit bei Fahrt auf Sicht |
| -------------------------------------------- | ----------------------------------------- | ----------------------------------------- |
| Höchstgeschwindigkeit vmax bei Normalbetrieb | Neigung ≤ 12 ‰                            | Neigung > 12 ‰                            |
| vmax < 60 km/h                               | 20 km/h                                   | 20 km/h                                   |
| 60 km/h ≤ vmax < 100 km/h                    | 30 km/h                                   | 20 km/h                                   |
| vmax ≥ 100 km/h                              | 30 km/h                                   | 30 km/h                                   |

Die maximal zulässige Geschwindigkeit durch einen Tunnel beträgt bei Fahrt auf Sicht in der Regel 20 km/h. Bei sonnigem Wetter ist der Lokführer angewiesen, am Portal eines dunklen Tunnels anzuhalten, damit sich die Augen der Dunkelheit anpassen können.

### Weitere Länder
In Italien ist bei Fahrt auf Sicht die Geschwindigkeit auf 4 km/h, in Frankreich auf 30 km/h und in den Niederlanden auf 40 km/h begrenzt.
Die nordamerikanischen Eisenbahnvorschriften (General Code of Operating Rules), die von Eisenbahnen in den USA, Kanada und Mexiko angewendet werden, definieren „restricted speed“ als eine Fahrt auf halbe Sicht („a speed that allows stopping within half the range of vision“), jedoch mit höchstens 20 mph.

## Straßenverkehr
Fahrzeuge dürfen im öffentlichen Straßenverkehr generell lediglich so schnell fahren, dass „innerhalb der übersehbaren Strecke gehalten werden kann“. Wo „entgegenkommende Fahrzeuge gefährdet werden könnten“, muss bereits in der Hälfte dieser Strecke angehalten werden können. Dies wird als „Sichtfahrgebot“ bezeichnet.
Neben dem Straßenverlauf und anderen Verkehrsteilnehmern müssen hierbei auch sonstige Fahrthindernisse berücksichtigt werden, wie etwa ein durch ein vorausfahrendes Fahrzeug verdecktes Schlagloch oder ein tarnfarbenes, unbeleuchtetes Fahrzeug.
Hindernisse, die wegen ihrer Beschaffenheit ungewöhnlich schwer erkennbar sind, brauchen jedoch nicht unbedingt erkannt werden können, worunter insbesondere Gegenstände mit besonders hoher Lichtabsorption oder über dem Fahrweg schwebende Gegenstände fallen.
Auf Autobahnen, nicht jedoch auf Kraftfahrstraßen, darf vom Sichtfahrgebot insoweit abgewichen werden, dass, „wenn die Schlussleuchten des vorausfahrenden Kraftfahrzeugs klar erkennbar sind“, die Geschwindigkeit nicht der Reichweite des Abblendlichts angepasst werden braucht. Ist dies nicht möglich, kann sich nachts aus dem Sichtfahrgebot auch auf Autobahnen eine verminderte Höchstgeschwindigkeit – je nach Fahrzeug beispielsweise 45 km/h – ergeben.

### Situation in Österreich
In Österreich ist „Fahren auf Sicht“ im Straßenverkehr ein grundsätzliches Gebot, welches der Oberste Gerichtshof aus der StVO ableitet. „Der […] Grundsatz des Fahrens auf Sicht bedeutet, dass ein Fahrzeuglenker seine Fahrgeschwindigkeit so zu wählen hat, dass er sein Fahrzeug beim Auftauchen eines Hindernisses rechtzeitig zum Stehen bringen und zumindest das Hindernis umfahren kann. Jeder Kraftfahrer muss daher seine Fahrweise so gestalten, dass der Weg des abzubremsenden Fahrzeugs in der Zeit vom Erkennen eines Hindernisses auf der Fahrbahn bis zum vollen Stillstand des Fahrzeugs nie länger als die durch ihn eingesehene Strecke ist.“ Dieses Gebot gilt explizit auch auf Freilandstraßen einschließlich Autobahnen.
Daraus folgt, dass ein Lenker in jedem Fall mit einem Hindernis zu rechnen hat. Dies gilt beispielsweise auch, wenn im Falle einer Kollision mit einem PKW der Unfallgegner ein bei Dunkelheit rechtswidrig unbeleuchtetes Fahrrad fährt. In diesem Falle trifft meist beide Fahrer eine Teilschuld: den PKW-Lenker, weil er nicht auf Sicht gefahren ist, den Fahrradfahrer, weil dieser unbeleuchtet unterwegs war.